# Subdivisões da Bielorrússia

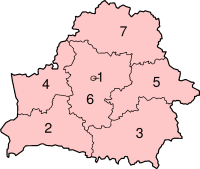
Subdivisões da Bielorrússia

A Bielorrússia está dividida em seis vóblasts (em bielorrusso: voblastsi, singular voblasts - na época da União Soviética: óblasti, singular óblast - província ou região) e o município (horad) de Minsk, que possui estatuto administrativo especial de capital.
| No. | Subdivisão      | Capital | Bielorrusso          |
| --- | --------------- | ------- | -------------------- |
| 1   | Minsk (capital) |         | Мiнск                |
| 2   | Brest           | Brest   | Брэсцкая вобласць    |
| 3   | Homiel          | Homiel  | Гомельская вобласць  |
| 4   | Hrodna          | Hrodna  | Гродзенская вобласць |
| 5   | Mahilou         | Mahilou | Магілёўская вобласць |
| 6   | Minsk           | Minsk   | Мiнская вобласць     |
| 7   | Viciebsk        | Vitebsk | Вiцебская вобласць   |

As regiões estão subdivididas em 118 distritos (em bielorrusso: raioni, singular raion)